# Блез Компаоре
Блез Компаоре́ (3 лютого 1951 , Уагадугу ) — державний та військовий діяч Буркіна-Фасо; президент (1987–2014) і міністр оборони Буркіна-Фасо (2011–2014).

## Біографія

### Військова кар'єра
Блез Компаоре народився 3 лютого 1951 року в Уагадугу, виріс у місті Зініарі. За етнічною приналежністю — мосі. Закінчив католицьку школу й педагогічне училище, потім добровільно пішов служити в армію. 1975 року Компаоре закінчив військове училище в Камеруні, отримав звання молодшого лейтенанта. Проходив стажування у Франції та в Марокко. 1977 року отримав звання лейтенанта, а 1982 — капітана. Блез Компаоре взяв участь у військовому перевороті 4 серпня 1983 року, в результаті якого було усунуто від влади президента Жана Батіста Уедраого. Після перевороту Компаоре став членом секретаріату Ради народного порятунку. Новим президентом Верхньої Вольти став капітан Томас Санкара («Африканський Че Гевара»), який перейменував країну на Буркіна-Фасо.

### Президентство

#### Військовий переворот 1987 року
15 жовтня 1987 року Компаоре організував військовий переворот, під час якого Санкару було вбито. 2 червня 1991 року в країні відбувся референдум, за підсумками якого була прийнята нова конституція, що встановила два 7-річних президентських терміни. 1 грудня того ж року відбулись президентські вибори, перемогу на яких здобув єдиний кандидат — чинний президент Блез Компаоре, який набрав 86 % голосів. Опозиція тоді бойкотувала вибори. На наступних президентських виборах, що відбулись 15 листопада 1998 року, він був переобраний, набравши 87,5 % голосів. Однак дев'ять найвпливовіших партій країни бойкотували вибори, вважаючи, що виборча комісія перебуває під контролем уряду.

#### 2000-ні
2000 року до конституції була внесена поправка, що скоротила президентський термін з 7 до 5 років, тобто президентський мандат для однієї людини був обмежений двома п'ятирічними термінами. Напередодні чергових виборів опозиція зажадала від президента не брати в них участі, проте Верховний суд Буркіна-Фасо вирішив, що поправка 2000 року не може діяти заднім числом, а тому Компаоре міг втретє балотуватись на новий термін. Представники президентської партії заявили, що поправка не може бути застосована ретроактивно. 13 листопада 2005 року Компаоре був у черговий раз переобраний, перемігши своїх суперників з результатом 80,35 % голосів.

#### Останні роки при владі (2010–2014)

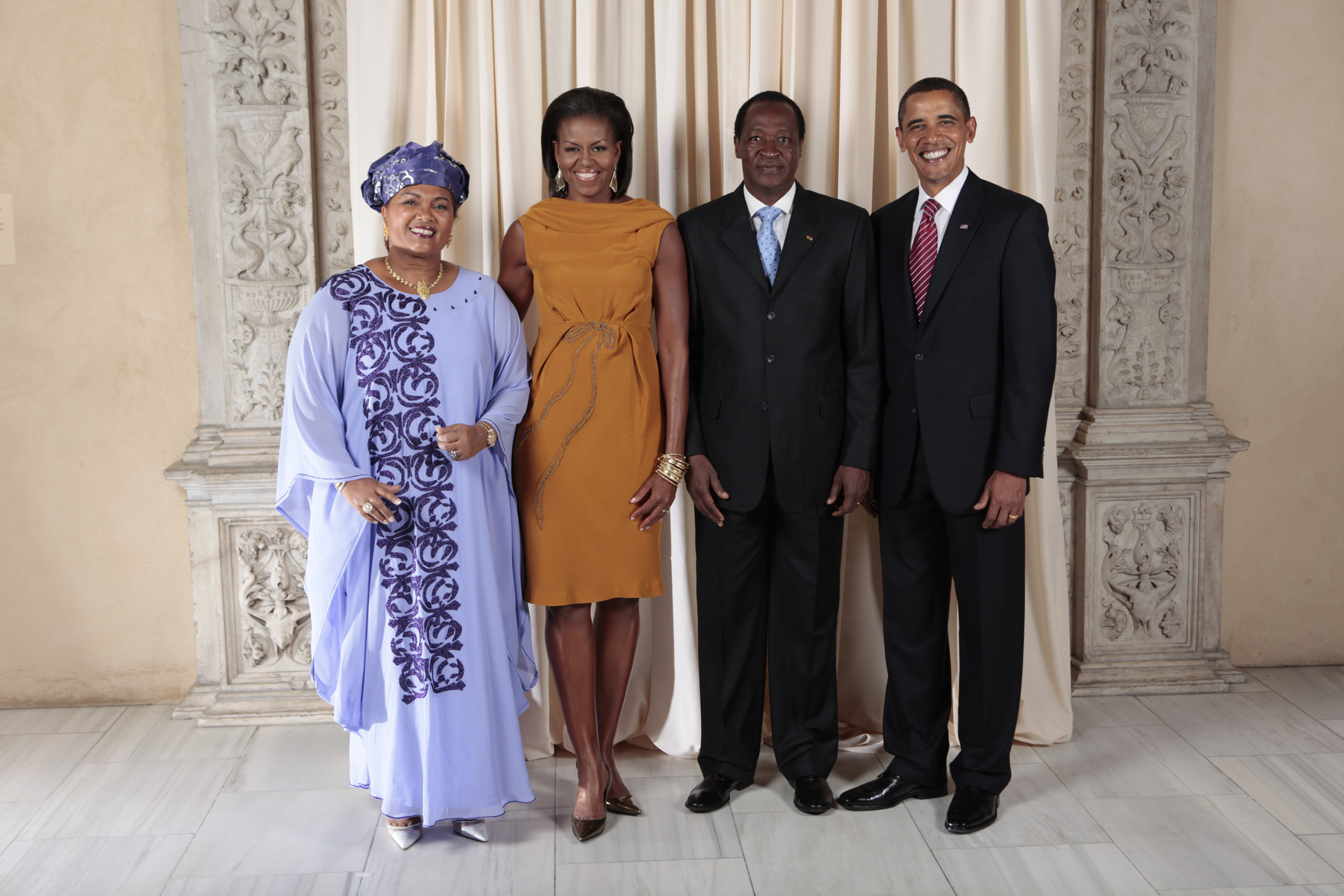
Подружжя Компаоре разом із президентом США Бараком Обамою та його дружиною Мішель

На президентських виборах, що відбулись 21 листопада 2010 року Компаоре набрав 80,15 % голосів виборців. Наступного року в ніч на 15 квітня стались заворушення військовиків у казармі президентського полку, розташованій безпосередньо поблизу резиденції глави держави у столиці країни. Охоронцям президента удалось спочатку повернути порушників спокою до казарми, але потім вони вирвались звідти. Бунтівники зажадали від президента сплати обіцяних коштів на оплату житла. За якийсь час Компаоре відправив у відставку уряд і начальників штабів сухопутних військ, а також усунув від посади командира президентського полку. 22 квітня Компаоре призначив себе міністром оборони країни.

#### Повстання 2014 року
31 жовтня 2014 року, після тривалих заворушень, Компаоре по місцевому радіо і телебаченню заявив про скасування НС і свою відставку, сказавши «я почув сигнал. Я відкритий для переговорів з приводу перехідного періоду, після якого влада в країні буде передана новому президенту, обраному демократичним шляхом» «в період, що не перевищує 90 днів». За даними дипломатичних джерел, після цього він у складі збройної автоколони попрямував в місто По на півдні країни, до кордону із Ганою. Представник штабу збройних сил полковник Бурейма Фарт оголосив десяткам тисяч протестувальників, які зібралися біля головного штабу армії, що «Компаоре більше не перебуває при владі». Командувач збройними силами Буркіна-Фасо генерал Оноре Траоре заявив, що бере на себе обов'язки президента і поведе країну до нових виборів:
|  | Враховуючи актуальність порятунку нації, я вирішив, що я з цього дня візьму на себе відповідальність глави держави. Я урочисто зобов'язуючись негайно приступити до консультацій з усіма сторонами країни з тим, щоб почати процес повернення до конституційного порядку, якомога швидше. |